# Гюнгьорен
Гюнгьорен (тур. Güngören) — невеликий промисловий і робітничий житловий район на фракійському боці Стамбула , Туреччина. 

## Географія
Гюнгьорен межує з Бахчеліевлером на півдні, Багджилар на півночі, Есенлер на північному сході та Зейтінбурну на південному сході. Гюнгьорен — найменший район провінції Стамбул.

## Історія
Гюнгьорен до початку ХХ століття був селом Відос, населеним греками. 
В 17 столітті територія навколо нинішнього Гюнгьорена була популярним місцем полювання для султана Османа II. 
Тому султан Осман побудував тут мечеть , названу його іменем, і мисливську віллу з турецькою лазнею, яка збереглася до наших днів. 
Він збудував дві криниці з правого та лівого боку мечеті. Та, що праворуч, зберіглася до наших днів.
Коли в 1936 році грецькі назви місцевості були змінені на турецькі, Відос отримав назву Гюнгьорен.
До 1992 року Гюнгьорен, був у складі району Бакиркьой.